# غريس أولادوني تايلور
غريس أولادوني تايلور (بالإنجليزية: Grace Oladunni Taylor)‏ (المعروفة أيضًا باسم غريسأولادوني لوشيا أولانيان تايلور)، هي عالمة كيمياء حيوية سابقة في جامعة إبادان في نيجيريا. كانت ثاني امرأة تُقبَل في أكاديمية العلوم النيجيرية، وأول أفريقية تُمنَح جائزة لوريال للمرأة في العلوم من اليونسكو.

## التعليم والحياة المبكرة
وُلدت جريس لوسيا أولانيان في إفونألياي بولاية إكيتي في نيجيريا. كانت أولادونيبين عامي 1952 و1956 طالبة في مدرسة الملكة في إيد بولاية أوشون. التحقت بدراساتها الجامعية في عام 1957 في كلية الآداب والعلوم النيجيرية في إنوغو، وانتقلت في عام 1959 إلى كلية إبادان الجامعية (جامعة إبادان الآن). تخرجت أولادونيعام 1962 بدرجة بكالوريوس ومرتبة الشرف في الكيمياء.

## العمل والأبحاث
ذهبت غريس فور حصولها على البكالوريوس إلى العمل في محطة الأبحاث الزراعية الإقليمية (الآن المعهد القومي لأبحاث المحاصيل الجذرية) في مور بلانتيشن في إبادان.
عُيِّنَت في عام 1963 كمساعد باحث في قسم علم الأمراض الكيميائية في جامعة إبادان، وحصلت على الدكتوراه في علم الأمراض الكيميائية عام 1969. عينتها الجامعة في عام 1970 كمحاضر، ثم عملت كباحث زائر في مختبر أبحاث الدسمالشماليالغربيفي سياتل- واشنطنفي عام 1975. عادت إلى جامعة إبادان وتمت ترقيتها إلى محاضر أول في عام 1975، ثم تمت ترقيتها إلى رتبة القارئ الأكاديمية في عام 1979. تزوجت من الأستاذأجيبولا تايلورعندما بدأت النشر بحلول عام 1979. عملت في عام 1980كعالم زائر في وحدة الأبحاث الأيضية بجامعة ويست إنديز في كينغستون- جامايكا. ترقت تايلور في عام 1984 لتصبح أستاذاً كاملاً في علم الأمراض الكيميائية بجامعة إبادان. عادت في نفس العامإلى زمالة بحثية أخرى بمختبر أبحاث اللبيداتالشماليالغربيفي سياتل، واستُضيفَت أيضًا كعالم زائر في بورت أوف سبين- ترينيداد في قسم علم الأمراض الكيميائية. جرى تعيين تايلور كأستاذ مشارك في كلية الطب بجامعة زيمبابوي في هراري في عام 1990حيث درّست في قسم علم الأمراض (الباثولوجيا). عادت في عام 1991 إلى جامعة إبادان حيث كانت رئيسة قسم علم الأمراض الكيميائية في الفترة بين 1991و1994، وعملت أيضًا كمستشارة فخرية في مستشفى الجامعة في إبادان. تقاعدت في عام 2004، لكنها استمرت في إلقاء محاضرات في جامعة إبادان في قسم علم الأمراض الكيميائية.
تمحورت أبحاثها حول تحليل دور الدهون في أمراض القلب والأوعية الدموية؛ وقد أكدت مقارنتها لاستقلاب الشحوم أن مستويات الكوليسترول في الدم ليست نتاجًا للعرق، بل لها علاقة بالنظام الغذائي والتمارين الرياضية. حصلت على العديد من التكريم لأبحاثها، بما في ذلك منحة شيل- ب ب للمنح الدراسية في الكيمياء، زمالة من منظمة الصحة العالمية، زمالة فولبرايت- هايز، زمالة سيبا- جيغيٍ، وزمالة رابطة الجامعات الأفريقية. كرّمت أكاديمية العلوم النيجيرية تايلور في عام 1997 باعتبارها المرأة المقبولة الثانية في الأكاديمية. انطلقت جائزة لوريال في عام 1998 لتُمنَح إلى النساء الرائدات في المجال العلمي في كل من إفريقيا، الدول العربية، آسيا، المحيط الهادئ، أوروبا، أمريكا اللاتينية، وأمريكا الشمالية، وذلك تقديرًا لإنجازاتهم العلمية ومساهماتهم في تحسين الإنسانية. كانت تايلور المستفيدة الإفريقية في حفل التكريم الأول لجائزة لوريال- اليونسكو للمرأة في العلوم، لتصبح أول أفريقية تحصل على الجائزة.  كرّمتها حكومة ولاية إكيتيفي عام 2012لمساهماتها في توجيه وتعليم طلاب الطب.

## أعمال مختارة
- تايلور، غريس أولادوني؛ بامغبوي، وأفولابيفي كانون الأول/ ديسمبر عام 1979: «كولسترول المصل والأمراض لدى النيجيريين». المجلة الأمريكية للتغذية السريرية. 32: 2540–2545.
- تايلور، غريسأولادوني؛ أغبيدانا، إ. جونسون، أ. ك. (أيار/ مايو 1982). «الكولسترول ذوالبروتينات الدهنية عالية الكثافة في سوء التغذية المرتبط بالبروتين والطاقة». المجلة البريطانية للتغذية. جمعية التغذية. 47 (3): 489–494. doi:10.1079/BJN19820061 BJN19820061.
- تايلور، أولادوني غريس؛ أهانيكو، جوزيف إبيريندو؛ أغبيدانا، أولو إمانويل (تشرين الأول/ أكتوبر 1995). «العلاقة بين مؤشر كتلة الجسم (BMI) والتغير في مستويات البلازما الكلية ومستوى الكوليسترول الحميد أثناء علاج ارتفاع ضغط الدم لدى المرضى الأفارقة».اكتاميديكاأوكاياما. كلية الطب بجامعة أوكاياما. 49 (5). ISSN 0386-300X.
- تايلور، غريس؛ أوريماديغون، بوز؛ أنيتور، جون؛ أديدابو، ديبوراه؛ أونويجبو، جود؛ أوليسكوديكا، جافيت (من تموز/ يوليو إلى أيلول/ سبتمبر 2007). «زيادة الحديد في الدم المرتبطة بأمراض القلب التاجية بين البالغين النيجيريين». المجلة الباكستانية للعلوم الطبية. المنشورات الطبية المهنية. 23 (4): 518-522. ISSN 1681-715X.
- تايلور، غريس أولادوني؛ إبسونون، ماريا أونوماجوان؛ أغبيدانا وإيمانويل أولويمي؛ أولادابو، أولولولا (أيلول/ سبتمبر- كانون الأول/ ديسمبر 2013). «الاختلاف في الدهون والبروتينات الدهنية البلازمية بين مرضى القلب والأوعية الدموية في جنوب غرب نيجيريا». بيوكيميستري، الجمعية النيجيرية لعلم الأحياء التجريبي. 25 (2). ISSN 0795-8080